# 云岗街道
云岗街道，是中华人民共和国北京市丰台區下辖的一个乡镇级行政单位。2021年4月11日，变更云岗街道辖区范围。将原长辛店镇、长辛店街道的张家坟村和4个社区划归云岗街道。辖区范围东至张家坟村东边界、经618厂北侧、西侧，南至张家坟村南边界、云岗街道与王佐镇界线、西至原云岗街道与王佐镇界线、北至与北宫镇界线。
云岗街道是中国航天科工集团第三研究院所在地。云岗街道办事处的前身为第七机械工业部第五研究院（之后数次改名，今中国航天科工集团第三研究院）的家属委员会。

## 行政区划
云岗街道下辖以下地区：
南区第一社区、南区第二社区、云西路社区、田城社区、北区社区、北里社区、翠园社区、镇岗南里社区、张家坟社区、朱家坟西山坡社区、珠光嘉园社区、珠光逸景社区和张家坟村。

## 交通
- 北京地铁1号线支线（建设中）：云岗站、后吕村站